# Gare de Sembrancher
La gare de Sembrancher est une gare ferroviaire située sur le territoire de la commune suisse de Sembrancher, dans le canton du Valais.

## Situation ferroviaire
Établie à 716,6 mètres d'altitude, la gare de Sembrancher est située au point kilométrique 13,12 du tronc commun des lignes de Martigny au Châble et à Orsières. Elle est précédée par la gare de Bovernier en direction de Martigny.
Elle dispose de quatre voies dont deux vers Le Châble et deux vers Orsières, formant un point de croisement pour chacune de ces deux lignes. Ces quatre voies sont encadrées par trois quais dont deux latéraux et un central.

## Histoire

### Mise en service

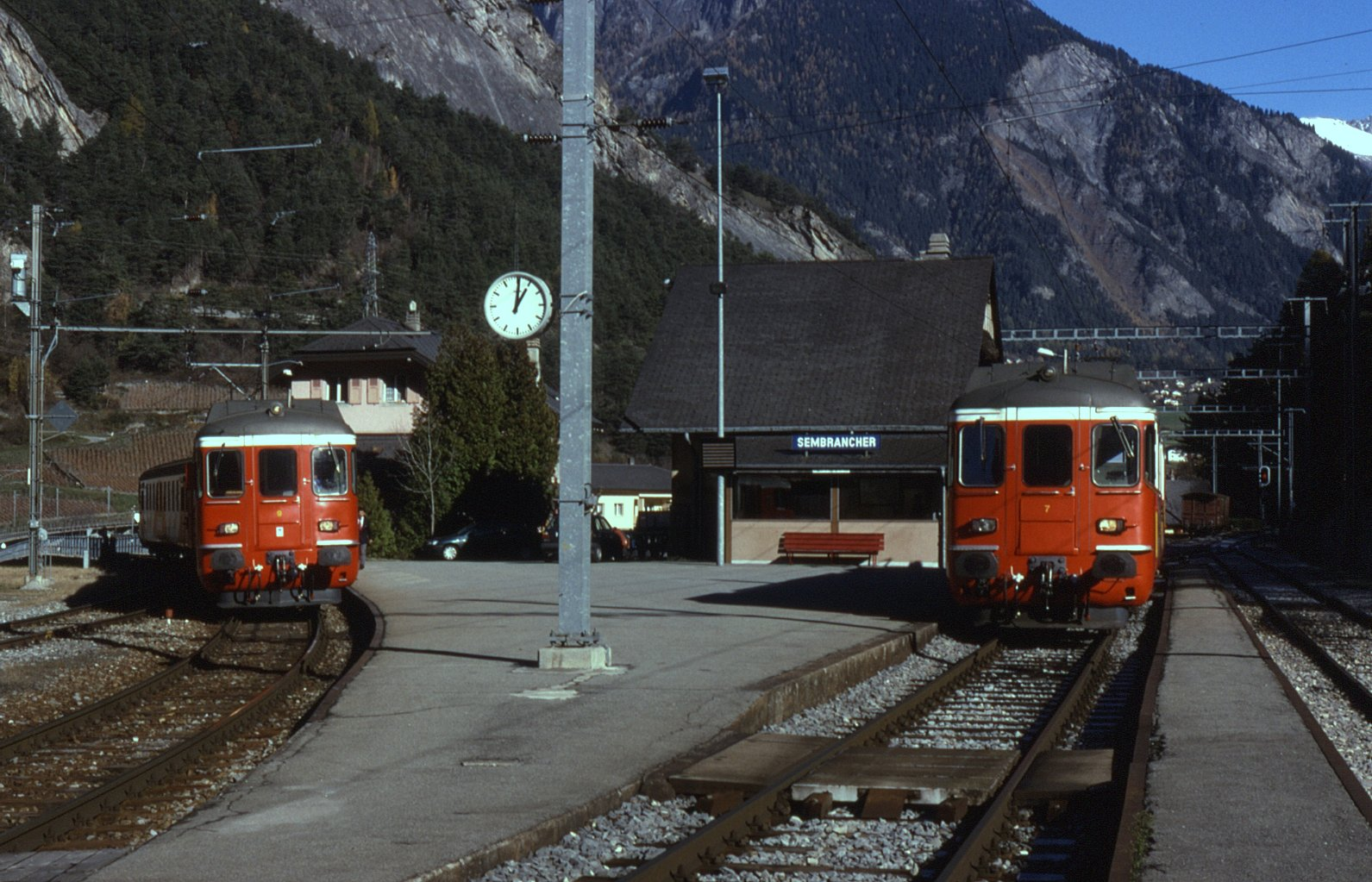
La gare le 7 11 1998.

La gare de Sembrancher a été mise en service en septembre 1910 en même temps que la ligne de Martigny à Orsières. Cette ligne devait initialement, selon les termes de la concession, relier la Suisse à l'Italie par le Val Ferret.

### Modernisation
Après un an et demi de travaux, la gare rénovée de Sembrancher a été mise en service en décembre 2016. Pour un investissement d'un montant de 12,5 millions de francs suisses, TMR, le faisceau de voies a été transformé avec le doublement des voies sur chacune des deux branches de la gare, permettant aux trains de se croiser à quai tant en direction du Châble que d'Orsières. Les quais ont également été modernisés et rehaussés tandis qu'un passage sous les voies a été construit, le tout afin de permettre l'accessibilité de la gare aux personnes à mobilité réduite. Enfin, une gare routière ainsi qu'un parc relais ont été mis en place devant la gare,,,.
Ces travaux ont permis la mise en place de la cadence à la demi-heure sur les lignes reliant Martigny au Châble et Orsières via Sembrancher pour le changement d'horaire de décembre 2017.

### Mise en place d'une desserte hivernale spécifique
Lors du changement d'horaire de décembre 2019, les CFF ont mis en place une liaison ferroviaire directe entre Genève et la gare du Châble baptisée « Verbier Express ». Cette liaison circule à hauteur d'un aller-retour par jour les week-ends et certains jours fériés en hiver. À l'aller, le train pour le Châble est couplé de Genève-Aéroport à Martigny à un train assurant un service InterRegio 90 de Genève-Aéroport à Brigue. Au retour, le train circule entre Saint-Maurice et Annemasse dans le sillon horaire du train RegioExpress qui circule normalement à cette heure,,.
En complément, un train baptisé « VosAlpes Express » a été mis en place le 15 janvier 2022 afin d'assurer certains week-ends d'hiver, jusqu'au 27 mars 2022, un aller-retour par jour de Fribourg au Châble. L'aller est direct tandis que le retour circule au départ de la gare de Bex, en correspondance avec le train « Verbier Express » en provenance du Châble,,.

## Service des voyageurs

### Accueil
Gare des TMR, elle est dotée d'un bâtiment voyageurs ainsi que d'un distributeur automatique de titres de transports.
La gare est entièrement accessible aux personnes à mobilité réduite.

### Desserte

#### Trains régionaux
La gare est desservie par à hauteur d'un train Regio omnibus par heure et par sens reliant Martigny au Châble en correspondance avec un train par heure et par sens vers Orsières. À certaines heures de la journée, un second train par heure circule entre Martigny et Le Châble avec un unique arrêt à Sembrancher. Ce train est systématiquement en correspondance avec un train direct reliant Sembrancher à Orsières. Tous ces trains sont exploités par RegionAlps.

#### Grandes lignes
Sembrancher est desservie les weeks-ends et certains jours fériés d'hiver par un train en provenance de Genève-Aéroport et à destination du Châble, baptisé « Verbier Express ». Elle est également desservie les week-ends d'hiver par un train direct en provenance de Fribourg baptisé quant à lui « VosAlpes Express ».

### Intermodalité
La gare de Sembrancher est en correspondance à l'arrêt Sembrancher, gare avec quatre lignes routières locales exploitées par les TMR : la ligne internationale 211 reliant Aoste à Martigny, 241 à destination de Vens, 242 vers Levron via la gare d'Etiez, 243 vers Chamoille.